# Hotel de charme
Hotel de charme é um conceito na hotelaria que surgiu no final da década de 1990. Refere-se a hotéis localizados em prédios históricos ou de valor cultural.
São espaços que se distinguem dos outros hotéis pelo seu cunho histórico ou patrimonial dos edifícios onde estão instalados. São locais plenos de história e de encanto, onde a modernidade e luxo das instalações se conjuga na perfeição com a tradição e cultura do país ou da região.
Um outro conceito semelhante é o de boutique hotel.